# Christian Bolaños
Christian Bolaños Navarro (Hatillo, San José, Costa Rica, 17 de mayo de 1984) es un exfutbolista costarricense que jugó como extremo derecho.
Se destaca por su velocidad por las bandas en la generación de juego ofensivo. Empezó su carrera profesional en el Deportivo Saprissa desde diciembre de 2001, con tan solo diecisiete años. En su primer periodo, vistiendo la camiseta morada, conquistó tres títulos nacionales, y en el ámbito internacional se hizo con una Copa Interclubes de la UNCAF y una Copa de Campeones de la Concacaf. Fue parte del histórico desempeño de los saprissistas en el Mundial de Clubes 2005, certamen en el que fue galardonado con el balón de bronce y colectivamente ganó la medalla del tercer lugar. A partir de junio de 2007 se marchó al continente europeo para jugar en el Odense de Dinamarca. Posteriormente, fue fichado por el Start de Noruega y recaló en el Copenhague danés. En su primera temporada que disputó, la 2010-11, Bolaños ganaría el título de liga nacional, y en 2012 obtuvo la copa de ese país. Al año siguiente volvió a conquistar el certamen local. En septiembre de 2014 regresó a Costa Rica para firmar con el equipo histórico del Cartaginés, y a inicios de 2015 se marchó nuevamente al balompié internacional tras ser parte del Al-Gharafa de Catar. Meses después, tuvo su segundo periodo como saprissista y conquistó el Campeonato de Invierno 2015. Su buen desempeño le permitió incorporarse al Vancouver Whitecaps de la Major League Soccer hasta finales de 2017. Fue oficializado, en enero de 2018, como refuerzo de Saprissa, siendo su tercera etapa en el club.
A nivel de selección, Bolaños participó en el Mundial Sub-17 de 2001 y en categoría mayor jugó en cinco ediciones de la Copa de Oro de la Concacaf. Fue mundialista en 2006, en 2014 y 2018 —siendo el único futbolista que ha visto acción en tres certámenes máximos diferentes— y también estuvo en la nómina que enfrentó la Copa América Centenario en 2016.
El 12 de diciembre de 2023, Bolaños anunció su retiro de su carrera deportiva. El 17 de diciembre jugó su último partido con el Deportivo Saprissa en la final de vuelta del Torneo Apertura 2023 ante el Club Sport Herediano, el cual terminó 1 a 0 (3 a 1 en global) siendo el ganador Saprissa ganando su décimo título nacional.

## Trayectoria

### Inicios
Christian Bolaños nació el 17 de mayo de 1984 en Hatillo, San José, desde pequeño fue considerado por su padre de baja estatura, de cabello rizado y siempre sonriente. Es el menor de sus hermanos Jonathan —quien fue futbolista y tuvo una notable carrera en los clubes de mayor
tradición en su país, al jugar en Saprissa, Alajuelense, Herediano y Cartaginés— y José Pablo —que fallecería en 2007—. Bolaños estudió en la Escuela Jorge Debravo, y una vez finalizadas sus clases, su padre, José Manuel, lo traería de vuelta a su casa con una vespa roja. Por otro lado, su madre Miriam, le otorgó el sobrenombre de «Checho» en forma de cariño. A los seis años se interesó en la práctica del fútbol, donde salía a jugar en las canchas de La Sabana así como en un parque de Hatillo 8, siempre portando una camiseta del equipo saprissista. Al estar en un entorno rodeado por la delincuencia y drogas, Christian utilizó el deporte para evitar caer en situaciones negativas. Entró al equipo del barrio con su hermano y poco después ingresó a las divisiones inferiores del conjunto morado, como parte del sueño que su padre anheló. En su proceso de crecimiento, conoció a Yazmín Salas —quien se convertiría en su esposa— y cursó en el Liceo Roberto Brenes Mesén. En nueve años como estudiante, solamente fue una vez al repechaje de convocatorias.

### Deportivo Saprissa
Su gran desarrollo futbolístico le acabó llevando a jugar sus primeros minutos como profesional en el Deportivo Saprissa, cuando contaba con tan solo 17 años de edad, en el partido contra Osa en condición de visitante, el 11 de diciembre de 2001. Bajo las órdenes del entrenador argentino Patricio Hernández, Bolaños entraría de cambio por Kervin Lacey al minuto 65' y su club alcanzó la victoria por 0-2. En el último juego del Torneo de Apertura el 22 de diciembre ante Pérez Zeledón, en el Estadio Municipal, Christian logró el primer pase a gol en su carrera, tras asistir a su compañero Jorge Ramírez al minuto 31', para poner el empate transitorio de 1-1. El resultado acabó igualado a dos tantos. Bolaños terminó su primera competencia con tres apariciones.
Debutó en el Torneo de Clausura de la temporada 2001-02 el 23 de diciembre, en la victoria de su equipo por 5-1 sobre Liberia, al entrar de cambio al minuto 46' por Juan Esquivel. El jugador fue asentándose como uno de los mejores jóvenes del conjunto saprissista para esta competición. Disputó su primer encuentro, como titular, en el ámbito internacional de la Copa de Campeones de la Concacaf, en la serie frente al Monarcas Morelia de México, el 5 de marzo (derrota 2-0). Christian marcó el primer gol como tibaseño el 13 de marzo, en la goleada 5-0 a Limonense. En esa oportunidad, recibió un pase de su compañero y hermano Jonathan al minuto 90', para concretar el último tanto del partido. Su club quedó eliminado del certamen continental el 19 de marzo tras el empate 1-1 en el cotejo de vuelta. Christian concluyó el Clausura con catorce apariciones, de las cuales marcó un gol.
En la temporada 2002-03, Christian fue consolidándose por la banda derecha al realizar diagonales que causaban desequilibrio a los rivales, principalmente en el certamen de Apertura. Alcanzó veintiún apariciones y marcó un tanto —el 12 de enero sobre Santa Bárbara (victoria 3-1) al minuto 17’—. Inicialmente, su equipo fue dirigido por el uruguayo Manuel Keosseian, pero a partir de marzo de 2003, su conjunto cambió de estratega al nombrar a Hernán Medford. En el último tramo del torneo se quedó sin oportunidades de jugar.
El 21 de diciembre de 2003, sumó el primer título en su palmarés al conquistar la Copa Interclubes de la UNCAF, tras vencer en la final con marcador de 2-3 al Comunicaciones de Guatemala en Los Angeles Memorial Coliseum. Posteriormente, el 20 de mayo de 2004 se coronó campeón de Primera División luego de haber superado al Herediano en la final nacional. Christian tuvo dieciséis presencias en la temporada y convirtió dos goles. En la temporada compitió con otras figuras por un lugar en la media cancha, como Douglas Sequeira, Walter Centeno, José Luis López, Alonso Solís, Wilson Muñoz y José Francisco Alfaro.
En la final de ida de la Copa de Campeones de la Concacaf 2005, desarrollada el 4 de mayo en el Estadio Ricardo Saprissa frente al Pumas de la UNAM, Bolaños aprovechó la ausencia de Walter Centeno para colocarse en la alineación titular y liderar el centro del campo. Por su habilidad superó sustancialmente a los oponentes hasta que al minuto 20', recibió un pase de su compañero Try Benneth y marcó el gol de la ventaja transitoria de 1-0. Poco después, el defensa Gabriel Badilla puso el tanto de la victoria por 2-0. El 11 de mayo, pese a la derrota con marcador de 2-1, su equipo se hizo con el título de campeón y accedió al Mundial de Clubes para diciembre de ese año. Christian fue uno de los más destacados en la serie. Por otra parte, en el torneo nacional de la temporada 2004-05, Saprissa se quedó sin la oportunidad de revalidar el cetro. El centrocampista alcanzó 33 apariciones a lo largo del certamen.

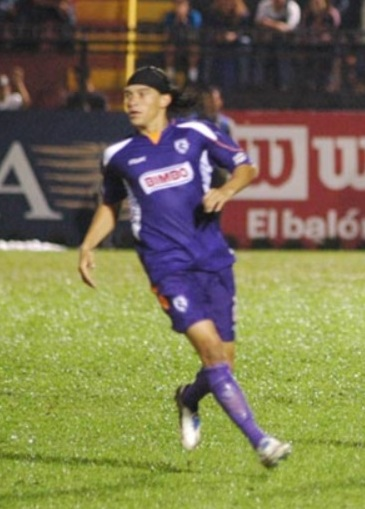
Bolaños en octubre de 2006.

Tras quedarse con el tercer puesto de la Copa Interclubes UNCAF 2005, los morados llegaron a Japón para representar a Concacaf y a Costa Rica por primera vez en el Mundial de Clubes de la FIFA. El juego inaugural se efectuó el 12 de diciembre ante el Sydney de Australia en el Estadio Toyota. Bolaños apareció en el once inicial con el número «2» en su camiseta, al minuto 47' recibió un pase largo de Randall Azofeifa, bajó la pelota con el pecho entre dos defensas que le cerraban y con un toque fino venció la salida del portero Clint Bolton. Su tanto significó la victoria histórica de 0-1 y el pase a la siguiente ronda. Posteriormente, fue titular indiscutible en la semifinal contra el Liverpool de Inglaterra (derrota 3-0) y en la definición por el tercer lugar frente al Al-Ittihad de Arabia Saudita. Su equipo triunfó con cifras de 2-3 para adjudicarse con la medalla. Christian fue galardonado con el balón de bronce de la competencia, por detrás del brasileño Rogério Ceni —ganador de la distinción de oro— y del inglés Steven Gerrard —segundo mejor jugador—. Fue invitado por el Liverpool para entrenar con el primer equipo por un periodo de diez días. En el torneo nacional 2005-06, el volante sumó otro título tras ganar los certámenes de Apertura y Clausura. Dio el aporte de dos tantos en 34 participaciones. A finales del mes de julio, viajó a Francia para desarrollar una pasantía en el Olympique de Marsella; sin embargo, fue descartado para una posible contratación.
Desde el 8 de agosto de 2006, Christian se convertiría en nuevo jugador del Charlton Athletic de Inglaterra, tras haber superado las pruebas que tuvo la semana anterior. Iba a estar una temporada a préstamo, pero a finales del mes se confirmó que no obtuvo el permiso para participar, ya que aún no contaba con suficientes juegos internacionales representando a su país. De esta manera, jugó para Saprissa por una temporada más. Tuvo 33 partidos disputados, marcó cinco goles, dio cuatro asistencias y su equipo ganó los torneos de Apertura y Clausura sobre su rival en clásicos Alajuelense. El 18 de mayo de 2007, Bolaños quedó fuera de la institución saprissista debido a que no negoció su renovación contractual, además manifestó su aspiración de ir a jugar en el continente europeo.

### Odense B. K.
El 2 de junio de 2007, el jugador firmó por tres temporadas con el Odense de la Superliga de Dinamarca. Debutó el 22 de julio como titular en el juego ante el Aarhus (triunfo 0-2), saliendo de cambio al minuto 76' por el danés Mads Timm. Bolaños marcó el primer doblete con su club el 6 de agosto sobre el Nordsjælland, en la victoria por 3-0. En total tuvo veintidós apariciones, marcó tres goles y dio tres asistencias.
Empezó la temporada 2007-08 el 6 de julio, con su participación en el juego de ida de la segunda ronda de la Copa Intertoto de la UEFA. En esa ocasión enfrentó al TPS Turku de Finlandia y vio acción por 75 minutos, para después salir de cambio por Peter Nymann. Su equipo ganó con marcador de 1-2. Para la vuelta de una semana después, Christian no sería convocado por el técnico Lars Olsen en el nuevo triunfo por 2-0. Hizo su debut en la liga local el 23 de julio, donde tuvo como adversario al Vejle en condición de visitante. Bolaños aguardó desde la suplencia en el inicio, pero más tarde ingresó de relevo por Henrik Hansen. El Odense se llevó la victoria con cifras de 1-3. Disputó la tercera ronda del certamen continental, en la serie frente al Aston Villa de Inglaterra, siendo reemplazo en ambos cotejos. Su conjunto quedó eliminado mediante la derrota por 3-2 en el resultado agregado. Para la competición nacional, el volante fue irregular en las convocatorias, ya que en once oportunidades no fue tomado en cuenta y en cuatro veces esperó desde el banco de suplentes. Solamente logró jugar en dos encuentros con 25 minutos en total.

### I. K. Start

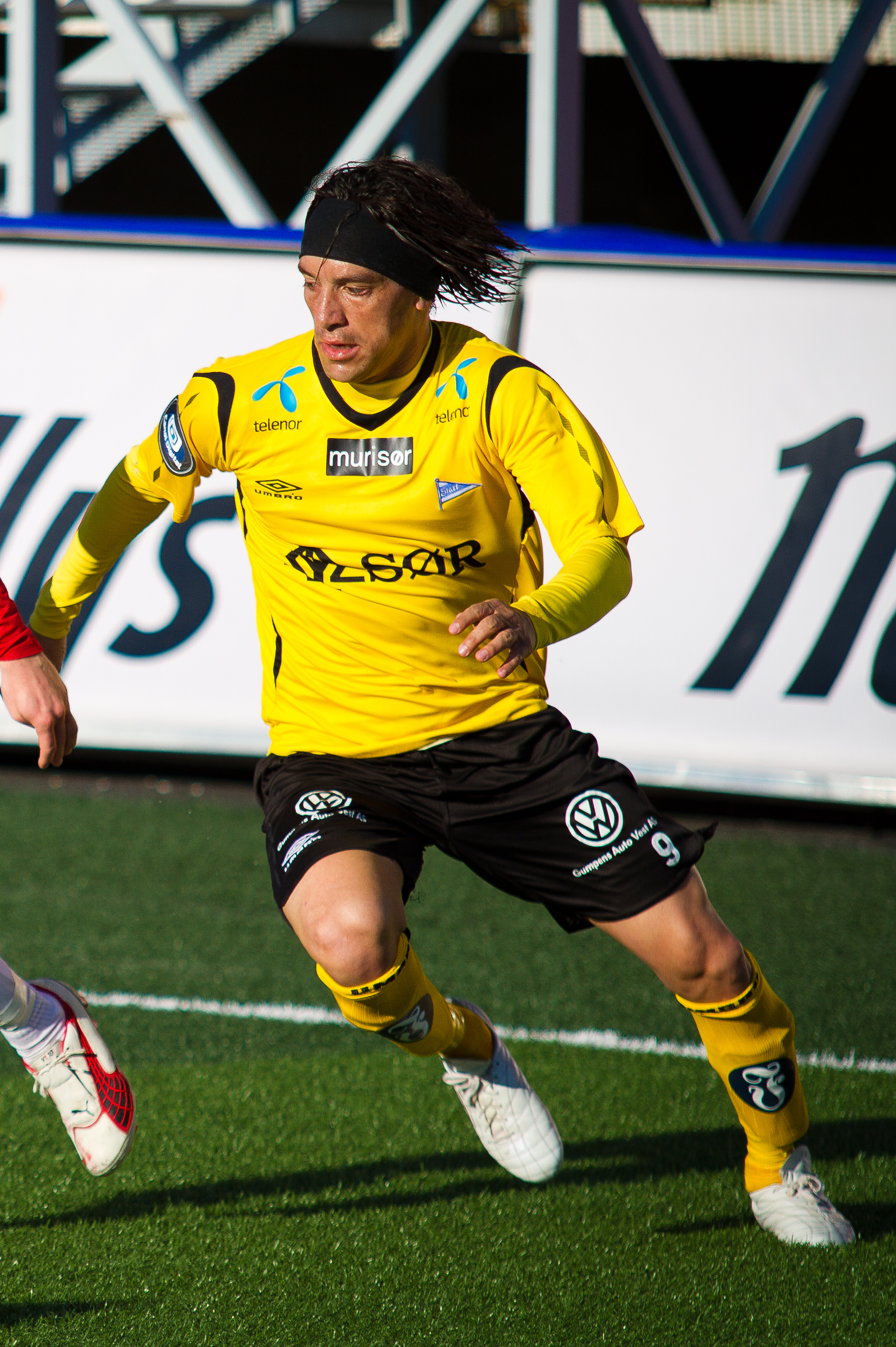
Jugando para el Start en mayo de 2010.

El 6 de noviembre de 2008, el IK Start de Noruega, equipo recién ascendido a la Tippeligaen, hace oficial la compra del futbolista por 400 mil euros. Bajo las órdenes del entrenador noruego Knut Tørum, el volante debutaría de forma oficial el 15 de marzo de 2009, en el inicio del torneo de liga frente al Strømsgodset en condición de visitante. Bolaños tuvo el mejor comienzo al concretar dos goles a los minutos 8' y 60', y el marcador terminó igualado 3-3. Finiquitó la competencia con veinticinco apariciones, convirtió siete goles y puso once asistencias.
Teniendo el número «9» en su camiseta, Christian completó la totalidad de los minutos en el primer partido de la Tippeligaen 2010, desarrollado el 14 de marzo frente al Sandefjord (victoria por 2-0). Luego marcó un gol en tres juegos consecutivos, sobre el Molde (1-1), Vålerenga (triunfo 5-3) y Brann (ganancia 3-4). Se destapó con un doblete el 8 de agosto, a los minutos 23' y 65' de igual manera ante el Brann. Su último tanto para el equipo se dio el 29 de agosto en la derrota 2-3 contra el Rosenborg. Alcanzó seis asistencias en veinte compromisos disputados.

### F. C. Copenhague
El 30 de agosto de 2010, se informó que Bolaños había firmado un contrato de cinco torneos —hasta junio de 2014— con el Copenhague, lo que significó su regreso al fútbol danés tras su paso por el Odense. El precio de la transferencia fue de 1.6 millones de dólares. Christian fue presentado ese mismo día y también hubo ofertas de otros clubes como el Brøndby de Dinamarca, así como del Rosenborg y Vålerenga de Noruega.
Participó en su primer encuentro como titular el 11 de septiembre de 2010, por la octava fecha de la Superliga ante el Silkeborg (empate 2-2) en el Parken Stadion. El volante apareció con la dorsal «30» y salió de relevo por Thomas Kristensen al minuto 74'. Marcó su primer gol el 24 de octubre sobre este mismo conjunto, pero en la visita al Mascot Park, el tercero al minuto 72' para el conclusivo del triunfo por 0-3. Christian, además del torneo local, disputó la fase de grupos de la Liga de Campeones de la UEFA, donde enfrentó los duelos particulares contra los equipos de Rubin Kazán de Rusia, Panathinaikos de Grecia y el Barcelona de España. Su grupo logró clasificarse a la siguiente etapa como segundo. El centrocampista fue titular en los duelos por los octavos de final frente al Chelsea de Inglaterra —con la pérdida en la serie con cifras globales de 2-0, quedando eliminado—. Terminó su primera temporada con seis anotaciones en veinticuatro presencias y con el título de campeón de liga.
Para la temporada 2011-12, Christian haría su debut el 17 de julio de 2011 en el partido que enfrentó al SønderjyskE en el Sydbank Park. El jugador entró de cambio por Thomas Delaney al minuto 62' y puso la asistencia a Dame N'Doye en el segundo gol para la victoria de 0-2. Fue titular indiscutible en la fase de grupos de la Liga Europa de la UEFA —con 540 minutos disputados—, competencia en la que su club tuvo como rivales al Vorskla Poltava de Ucrania, Standard Lieja de Bélgica y Hannover 96 de Alemania. El Copenhague quedaría eliminado al ubicarse en el tercer sitio de la tabla. Hizo sus primeros dos goles en el certamen local el 29 de abril de 2012, a los minutos 7' y 58' sobre el Aalborg (victoria 3-0). Consiguió otro tanto más el 13 de mayo ante el Sønderjysk (2-2). Al finalizar la liga, su conjunto fue segundo con 66 puntos, a dos del líder Nordsjælland —Bolaños tuvo 32 apariciones—. Además, se coronó campeón de la Copa de Dinamarca tras vencer, el 17 de mayo, al Horsens con marcador de 0-1. Christian fue suplente en este partido.
Tuvo 57 minutos de participación en el inicio de la temporada 2012-13 de liga, en el cual su equipo recibió al Midtjylland en el Parken Stadion (victoria 4-2). El 22 de agosto, surgió el interés formal del Wolverhampton Wanderers de Inglaterra, club que tenía en sus planes traer a Bolaños como posible sustituto del volante inglés Matthew Jarvis, sin embargo no se concretó el traspaso. En los torneos oficiales que disputó —liga, copa, fase previa de la UEFA Champions League y etapa de grupos de la Europa League—, tuvo un total de 32 apariciones, convirtió cuatro goles y dio cinco asistencias. Su club se hizo con el título de liga en mayo de 2013.
Desde el 11 de diciembre de 2013, el entrenador de su club Ståle Solbakken, anticipó que Bolaños dejaría el equipo una vez finalizada la temporada en mayo de 2014, debido al fin de su contrato. Christian se marchó siendo subcampeón tanto en liga como en copa —tras perder la final contra el Aalborg—. El 11 de julio, distintos medios colocaban al jugador en las filas del Nottingham Forest inglés, rumor que no pasó a más.

### C. S. Cartaginés
El 5 de septiembre de 2014, el volante cerró la negociación para jugar en el Cartaginés de la Primera División de Costa Rica, hasta el mes de diciembre, ya que en enero del siguiente año se marcharía al balompié catarí, precisamente en el Al-Gharafa, club al que había firmado el contrato por dos años. Fue presentado oficialmente el 9 de septiembre, con la dorsal «10».
Hizo su debut en el Campeonato de Invierno el 21 de septiembre, en el juego ante el Deportivo Saprissa —club que le inició profesionalmente— en el Estadio "Fello" Meza. Christian entró de cambio al comienzo del segundo tiempo por Pablo Herrera y el marcador terminó en victoria ajustada por 1-0. Al final del torneo, tuvo un rendimiento decepcionante que le generó pérdidas económicas y deportivas a la institución blanquiazul, en cuanto al elevado salario que percibió durante tres meses, así como de su poco peso ofensivo, donde inclusive fue expulsado y suspendido por tres juegos. En total sumó doce apariciones y no convirtió goles. Su equipo quedó eliminado en semifinales por el Herediano.

### Al-Gharafa S. C.
El 2 de febrero de 2015, se llevó a cabo su presentación en el club de manera oficial. Enfrentó su primer compromiso perteneciendo al conjunto catarí el 6 de febrero, por la jornada 16 de la Qatar Stars League, contra el Lekhwiya en el Estadio Thani bin Jassim. Bolaños fue titular del entrenador brasileño Marcos Paquetá, utilizó la dorsal «84» y el resultado concluyó en derrota por 2-3. El 20 de febrero marcó su primer gol en el empate 3-3 frente al Al-Sailiya. Al cierre de la competición, logró cuatro tantos en total, obtuvo once presencias y acumuló 908’ minutos de acción. El 11 de agosto decidió terminar el vínculo con el equipo en mutuo acuerdo, para que le dejara libre.

### Deportivo Saprissa
Al encontrarse sin equipo desde agosto de 2015, se dio la posibilidad de que Bolaños regresase al Deportivo Saprissa para afrontar el Campeonato de Invierno. El 15 de septiembre, la directiva saprissista pidió «más compromiso» del jugador, ya que solamente iba a estar por tres meses. Luego de negociaciones con el volante, se llegó a la determinación que Christian firmaría por dos años con los morados, pero la cláusula en su contrato estableció una eventual salida en caso del interés por un club internacional. Su presentación se dio el 18 de septiembre en conferencia de prensa, junto al defensor Erick Cabalceta, donde se le asignó el dorsal número «2».

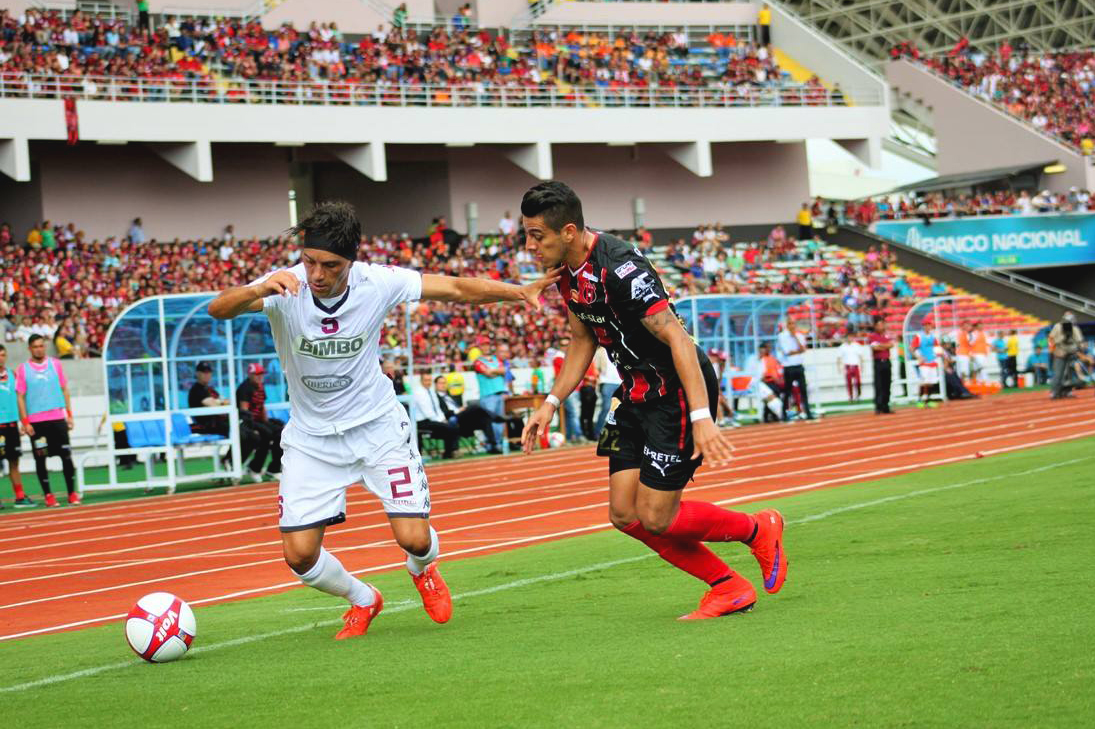
Christian protegiendo el balón ante Ronald Matarrita el 8 de noviembre de 2015.

Disputó su primer partido vistiendo la camiseta saprissista el 17 de octubre, en la visita al Estadio Rosabal Cordero contra Herediano. Teniendo a Douglas Sequeira como el estratega, Bolaños fue titular y alcanzó la totalidad de los minutos en el empate sin anotaciones. Con Christian en la alineación estelar, tres días después su equipo quedó eliminado en fase de grupos de la Liga de Campeones de la Concacaf, tras la derrota 6-1 frente al Santos Laguna de México. Marcó su primer tanto el 25 de octubre, de penal al minuto 36’ sobre el Pérez Zeledón; el partido terminó en victoria por 5-0. En su celebración besó el césped natural del Estadio Ricardo Saprissa, como parte del respeto a la parcialidad tibaseña. Al día siguiente la dirigencia nombró a Carlos Watson como el nuevo director técnico. El volante conseguiría cuatro goles más ante rivales como el Cartaginés —su anterior club en el país, anotando en los dos juegos de la fase regular del campeonato—, Santos de Guápiles (victoria 0-4) y Liberia (triunfo por 5-0). El 13 de diciembre, Bolaños jugó los 90’ minutos de la semifinal de ida contra el Herediano (triunfo de local 3-0), y fue titular en la vuelta de cuatro días después en el Estadio Rosabal Cordero. Al minuto 78' salió expulsado por tarjeta roja directa, por dar un codazo al florense José Sánchez. Pese a la derrota por 2-0, su conjunto avanzó a la última instancia por el agregado de 2-3. Debió cumplir una sanción de dos partidos, perdiéndose los duelos de la final ante Alajuelense. Saprissa se coronó campeón por trigésima segunda ocasión en la historia al ganar con cifras acumuladas de 1-4. Christian contabilizó trece apariciones en este torneo.

### Vancouver Whitecaps F. C.
El 6 de enero de 2016, se oficializa la transferencia del jugador en el Vancouver Whitecaps de la Major League Soccer, mismo equipo de los otros costarricenses Kendall Waston y Jordan Smith. Bolaños llegó al conjunto canadiense por un periodo de dos temporadas.
Debutó formalmente en la Major League Soccer 2016 el 6 de marzo, de local en el Estadio BC Place contra Montreal Impact. Bolaños completó la totalidad de los minutos con la dorsal «7», y aportó una asistencia en el gol de Waston al minuto 93', insuficiente en la pérdida de su club por 2-3. Marcó su primera anotación el 28 de abril sobre el Kansas City, al minuto 14', tras recibir un centro proveniente del tiro de esquina de su compañero Cristian Techera, donde remató de seguido sin dejar caer el balón. El resultado terminaría empatado 1-1. Luego hizo un tanto en dos fechas consecutivas, frente al New York City (derrota 3-2) y Portland Timbers (triunfo 2-1). Cerró su cuota goleadora con dos conquistas adicionales en las victorias sobre el Toronto (3-4) y Philadelphia Union (2-3). Su equipo quedó subcampeón del Campeonato Canadiense tras perder la final contra el Toronto. En el ámbito internacional de la Liga de Campeones de la Concacaf, el extremo derecho no fue convocado en los juegos de la fase de grupos, en los cuales su conjunto consiguió la clasificación a la ronda eliminatoria mediante cuatro victorias al hilo. Al término de la liga, Christian obtuvo veintisiete apariciones y puso un total de ocho asistencias.
Empezó la temporada 2017 con una lesión en una de sus rodillas, por lo que se perdió la primera fecha de la liga —empate sin goles ante Philadelphia Union el 5 de marzo—, así como del juego de vuelta de los cuartos de final del certamen internacional —victoria 2-0 contra el New York Red Bulls—. Su equipo quedó eliminado en semifinales por el Tigres de la UANL de México. Bolaños alcanzó veinticuatro apariciones en el torneo nacional, con el aporte de seis asistencias. Por otro lado, el Vancouver quedaría fuera de la lucha por el título tras perder en la ronda de semifinales de conferencia frente al Seattle Sounders (resultado global de 2-0). Tras concluir la competición, el 10 de diciembre fue colocado en la lista del «draft», ya que su contrato había llegado a su fin. Al no ser seleccionado por otro equipo de la MLS, donde al mismo tiempo quedó sin negociar con la directiva de su actual club una extensión, el centrocampista se marcharía como agente libre.

### Deportivo Saprissa

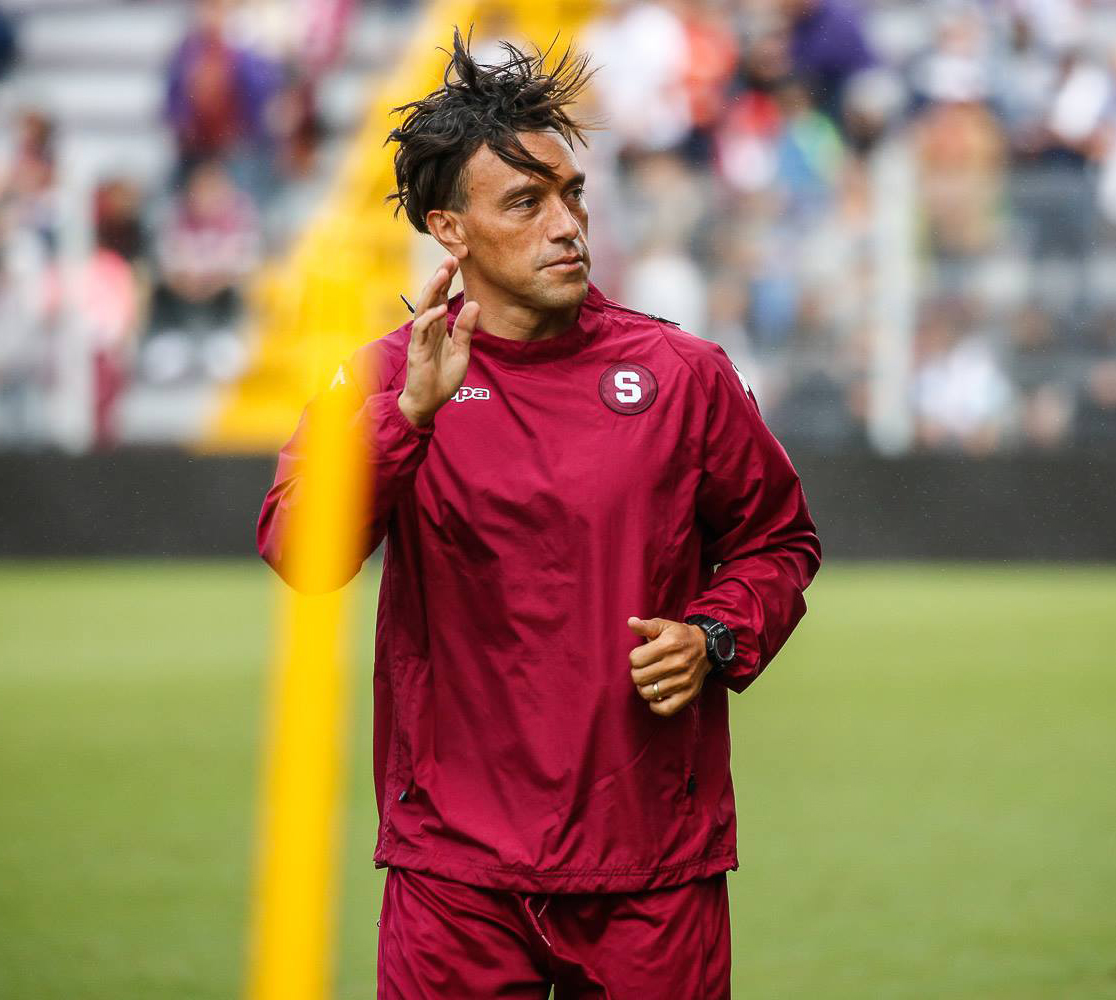
Bolaños en su primera práctica con Saprissa en enero de 2018.

El 9 de enero de 2018, Christian decidió regresar a su país para incorporarse al Deportivo Saprissa —siendo su tercera etapa como morado—. Fue firmado por un periodo de dos años, equivalente a cuatro torneos cortos. Su presentación y primera práctica con el grupo se dio el 18 de enero, ante unas 3 000 personas en el Estadio Ricardo Saprissa.
Bajo las órdenes del entrenador Vladimir Quesada, Bolaños fue incluido en la convocatoria del partido del 28 de enero, en el Estadio Nacional contra Alajuelense. Aguardó desde la suplencia y posteriormente ingresó de cambio al minuto 73' por Daniel Colindres, con su tradicional dorsal «2». El marcador terminó en victoria con cifras de 3-1. El 19 de marzo fue dado de baja debido a una fractura del tobillo, por lo que requirió de una cirugía en el área para corregir dicha lesión —misma zona en la que había sufrido un esguince considerable—. Su tiempo de recuperación abarcaría seis u ocho semanas. Concluyó el certamen de forma prematura con diez apariciones y el aporte de tres asistencias. El 20 de mayo se proclama campeón del torneo con su club tras vencer al Herediano en la tanda de penales.
Debuta en el Torneo de Apertura 2018 el 22 de julio con victoria de su equipo por 2-1 sobre el Santos de Guápiles, significando su regreso a las canchas tras superar la lesión. Consigue su primer gol de la campaña el 9 de septiembre, en la visita al Estadio "Fello" Meza contra el Cartaginés, llevado a cabo al minuto 78' para darle el triunfo de 0-1 a los morados. El 16 de septiembre convierte un tanto sobre Carmelita. El 4 de noviembre materializó un doblete ante el Cartaginés que le permitió a su club ganar cómodamente por 4-1. Su quinta conquista se dio cuatro días después en el gane 1-3 frente a Grecia. El 11 de noviembre marca de penal en el duelo por la última fecha de la fase de clasificación a Carmelita. Concluyó el certamen con veinticinco apariciones, aportó seis anotaciones y sirvió siete pases a gol —teniendo el registro más alto de este parámetro de la campaña de su equipo—.

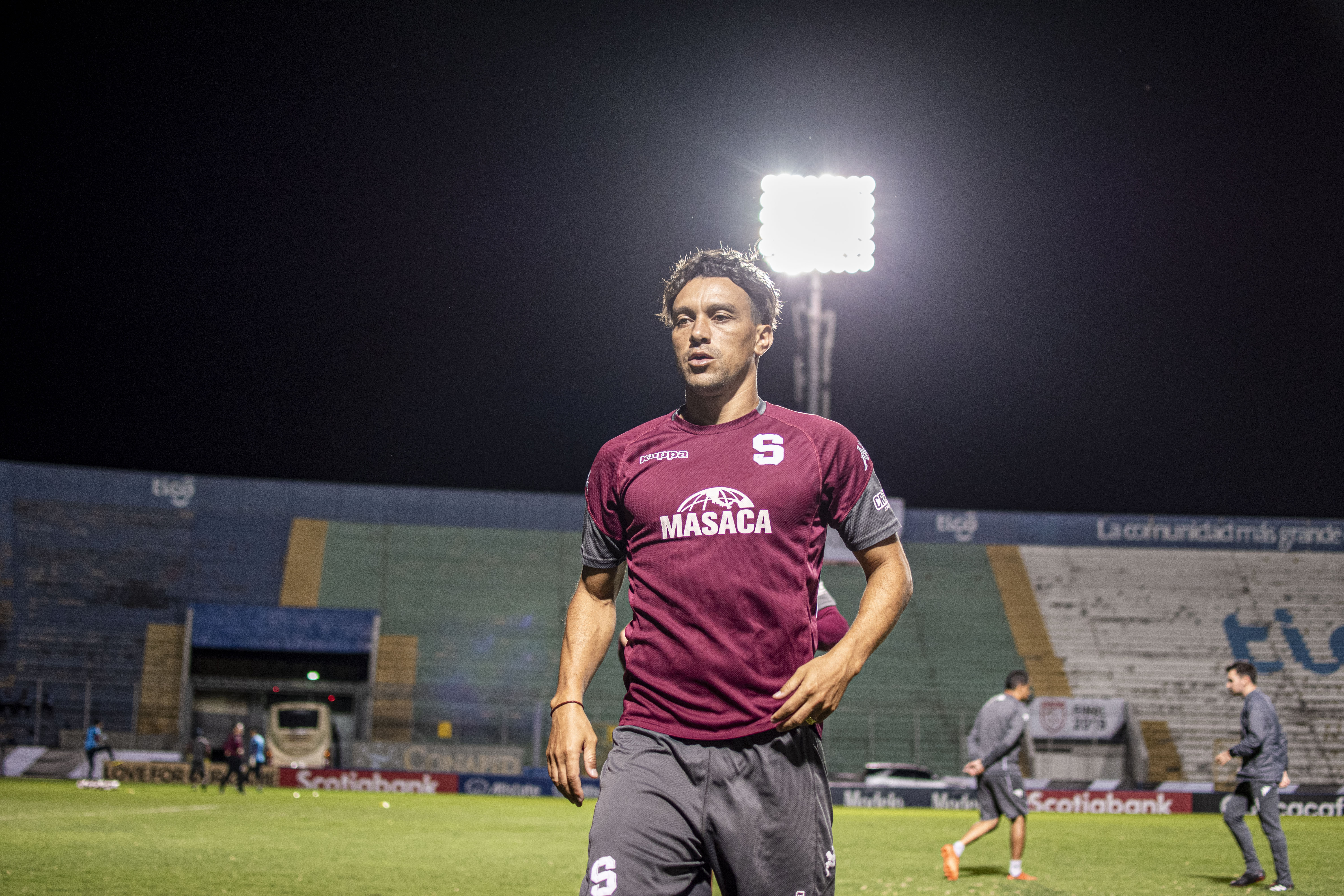
Bolaños entrenando previo a la final de vuelta de Liga Concacaf.

Afronta su primer partido del Torneo de Clausura 2019 el 13 de enero, en el empate de local a dos goles contra Limón. El 27 de enero marcó un doblete sobre Pérez Zeledón para dar la victoria a su conjunto por 2-3. Tres días después, anotó para el empate transitorio de 1-1 ante el Cartaginés al minuto 68', el cual termina siendo insuficiente debido a la pérdida por 1-2. El 29 de marzo, recibe la distinción de mejor jugador del año 2018 por parte del Círculo de Periodistas y Locutores Deportivos de Costa Rica. En la semifinal de ida del 5 de mayo contra Pérez Zeledón, Bolaños fue el encargado de poner el gol de la igualdad de visita 1-1 definitiva.
Empezó la campaña del Torneo de Apertura 2019 a partir de la cuarta fecha contra Guadalupe (victoria 4-1), en la que formó parte de la suplencia y entró de cambio al minuto 71’ por Randall Leal. Anteriormente, había jugado la ronda preliminar de ida de la Liga Concacaf frente al Belmopan Bandits de Belice. Marcó su primer gol precisamente sobre el conjunto beliceño, por la vuelta de la serie en el Estadio Ricardo Saprissa, en el que al minuto 82' ejecutó un tiro libre y el balón se coló en el marco sin que fuera tocado por algún otro futbolista. El 14 de agosto se encargó de poner el tanto que liquidó el juego 4-0 ante Jicaral. Tres días después, consigue una anotación sobre el Cartaginés, donde Bolaños demostró su calidad tras recibir un pase largo de Michael Barrantes, encaró frente al portero y se lo quitó con pierna derecha para definir de inmediato con la izquierda. El 8 de septiembre completa la cuota de anotaciones de la goleada 0-6 sobre Grecia en el Estadio Nacional. El 27 de octubre le anota al Herediano en el minuto 2’, en la victoria de local por 2-1. El 10 de noviembre convirtió de cabeza un gol sobre Jicaral, para el empate transitorio de 1-1 al minuto 25’. Su club sacó el triunfo por 2-5. El 26 de noviembre se proclama campeón del torneo continental tras vencer en la final al Motagua de Honduras. Bolaños concluyó las competencias con un total de veintiséis apariciones, seis goles y tres asistencias.

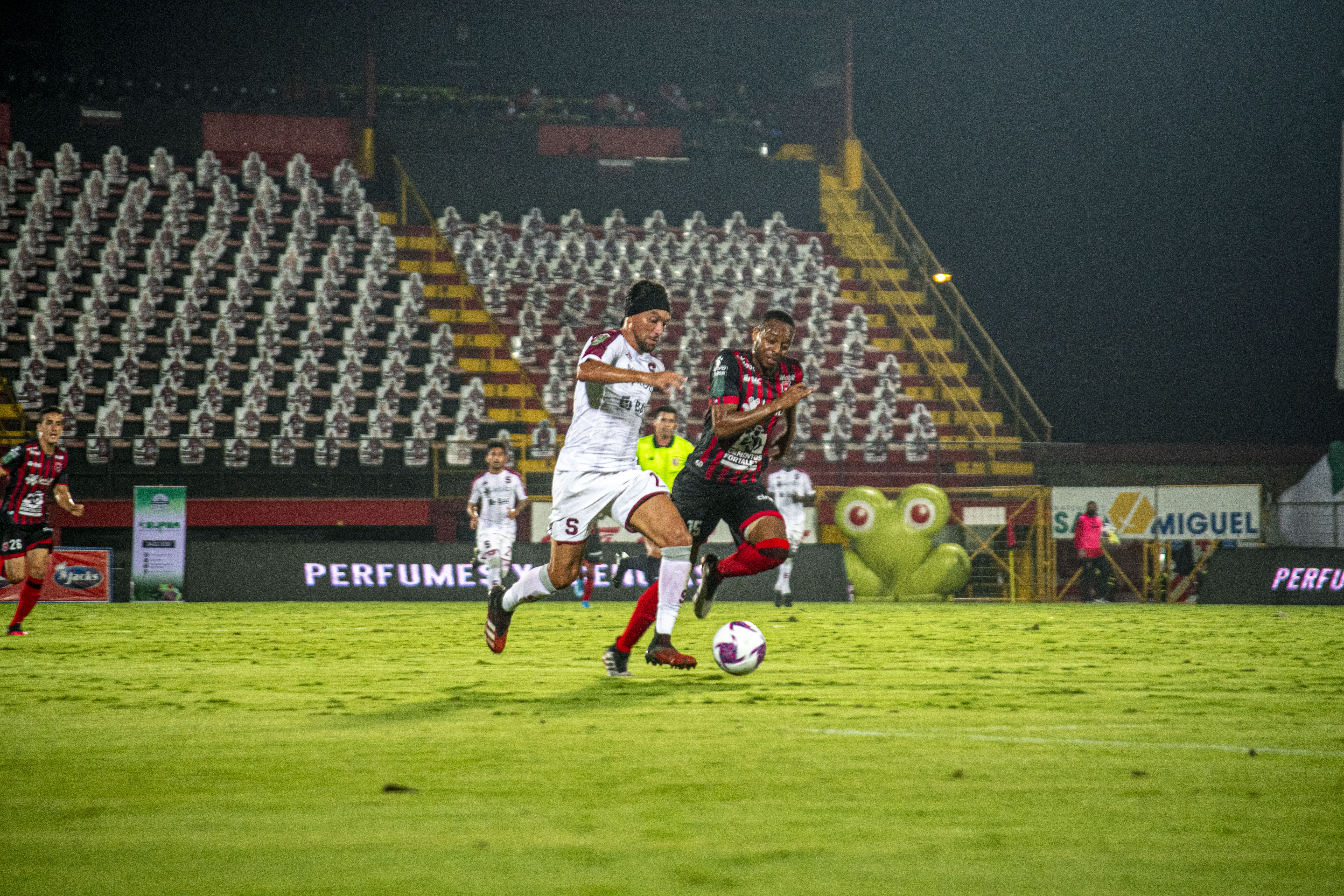
Bolaños corriendo con el balón en la final del Clausura 2020.

Jugó la primera fecha del Torneo de Clausura 2020 el 11 de enero frente a San Carlos en el Estadio Carlos Ugalde. Al minuto 79’ recibió un pase de Mariano Torres y definió un remate colocado en el ángulo para el único gol del triunfo por 0-1. Bolaños alcanzó una racha de tres partidos consecutivos anotando, siendo los otros rivales Guadalupe (3-0) y Cartaginés (1-2) cuyos cotejos que terminaron en victorias. Se reencontró con el gol el 5 de febrero en la visita a Limón, siendo su tanto el único del gane por 0-1. Cuatro días después marcó en el clásico contra Alajuelense que no lo hacía desde la final de vuelta del Clausura 2007. El 22 de febrero se destapó con el primer «hat-trick» o triplete de su carrera tras anotárselo a La U Universitarios para el triunfo de 3-1. El 1 de marzo puso una asistencia, un tanto y provocó el gol en propia sobre San Carlos en la victoria 5-3. El 7 de marzo marcó un doblete ante el Cartaginés —uno de ellos por la vía del penal— en el duelo que terminó 3-1 a favor de los morados. Una semana después sumó otra anotación frente a Pérez Zeledón para igualar el tablero 1-1 mediante un penal al minuto 83'. El 23 de mayo elevó su goleo al anotar de penal ante el Santos de Guápiles. El 27 de mayo se encargó de convertir el gol de la victoria 1-0 sobre Limón. El 6 de junio, en el partido de local contra Grecia, Bolaños aprovechó que el balón rebotó en el poste proveniente un tiro libre de su compañero Johan Venegas para empalmar un cabezazo y así conseguir su decimoquinto tanto de la campaña. El 14 de junio incrementó su cuota goleadora tras el tanto sobre el Cartaginés por la semifinal de ida. Tres días después alcanzó un doblete más para el encuentro de vuelta. El 29 de junio alcanzó el título nacional con Saprissa, luego de superar la serie final del campeonato sobre Alajuelense. El jugador obtuvo veintitrés apariciones, colaboró con dieciocho goles y puso dos asistencias.

### I. K. Start
El 19 de agosto de 2020, Bolaños aceptó una oferta para volver al Start de Noruega. El 2 de septiembre se le asignó la dorsal «30» y su vínculo es de inicialmente cuatro meses. Debutó el 20 de septiembre, anotando el gol del descuento 1-2, en la derrota de su conjunto de local frente al Kristiansund. Bolaños alcanzó doce apariciones en la Eliteserien, aportó dos goles y dio la misma cantidad en asistencias. El 22 de diciembre, tras la derrota por 4-0 contra el Vålerenga, su equipo no pudo salvar la categoría y descendió a la segunda división. El 29 de diciembre se confirma su salida del equipo.

### Deportivo Saprissa
El 8 de enero de 2021, Bolaños regresa una vez más al Deportivo Saprissa. Su debut se dio el 16 de enero, en la segunda jornada del Torneo de Clausura contra Jicaral (2-2) en condición de local. Christian empezó el juego como titular y salió de cambio al minuto 78' por Jimmy Marín. Marcó su primer gol y puso dos asistencias el 22 de enero para la victoria 5-0 sobre el Arcahaie, por las semifinales de la Liga Concacaf. El 31 de enero vino de la suplencia y concretó un doblete a los minutos 71' y 78' ante el Cartaginés, que permitió la victoria de su club por 4-1. El 3 de febrero, Bolaños abrió la cuenta de anotaciones de la final de Liga Concacaf contra Alajuelense, encuentro en el que no pudo alzarse con el título tras la derrota por 3-2. El 27 de febrero fue dado de baja por lesión debido a una sobrecarga muscular. Regresó el 3 de marzo como titular en el duelo de local frente a San Carlos (1-1). El 7 de marzo vuelve a anotar en la derrota de 1-2 contra Grecia, poniendo el empate transitorio al minuto 37’. El 25 de abril rescató el empate de su equipo con su anotación al minuto 92’ ante el Herediano (2-2). El 2 de mayo convirtió un gol de «taquito» para abrir el marcador frente al Santos de Guápiles, donde se presentó la victoria de su escuadra por 3-1. En la última fecha de la clasificación, Saprissa terminó accediendo a un puesto a la siguiente ronda de cuarto lugar. El 16 de mayo enfrentó a Alajuelense por la semifinal de ida, ganando por 4-3. Christian marcó un doblete a los minutos 23’ y 56’ Tres días después puso un tanto de penal en el partido de vuelta que terminó empatado 2-2. El 23 de mayo su equipo sacó un resultado favorable de 3-2 sobre el Herediano por la final de ida, mientras que el 26 de mayo volvió a ganarle al conjunto rojiamarillo por 0-1 en la vuelta. Bolaños celebró un nuevo título con Saprissa y en esta competencia alcanzó dieciocho apariciones y marcó ocho goles.
Inició la temporada disputando el primer partido del Torneo de Apertura 2021 el 27 de julio, compromiso en el que fue titular en la totalidad de los minutos de la victoria de local por 3-0 sobre el Santos de Guápiles. Bolaños convirtió un gol de penal para abrir el marcador. El 4 de agosto conquistó el título de la Supercopa luego de que su equipo venciera de forma contundente a Alajuelense por 4-1 en el Estadio Nacional, donde Christian fue autor de uno de los goles por la vía de penal al minuto 58'. El 23 de septiembre debutó por competencia internacional de la Liga Concacaf al enfrentar a Santa Lucía de Guatemala. Bolaños concretó el gol que abrió las cifras de la victoria de visita por 0-2 en el duelo de ida de octavos de final. El 30 de septiembre puso otro tanto en la vuelta para sentencia la serie a favor de su club. El 17 de octubre hizo la anotación del empate 1-1 sobre Grecia. El 20 de noviembre realizó un gol con el pecho sobre Sporting luego de que el balón rebotara en el horizontal, que colocaba las cifras transitorias de 2-0 al minuto 38'. En este mismo juego también aportó una asistencia de «taquito» y al final terminó en victoria por 5-1. El 9 de diciembre colaboró con el tanto del empate momentáneo en el triunfo 2-1 en la final de ida frente a Alajuelense. El 19 de diciembre marcó dos goles en la gran final de vuelta sobre el Herediano, pero también convirtió accidentalmente un autogol. Para los intereses del club, este no pudo hacerse con el título tras perder la serie. Bolaños alcanzó veinte participaciones, hizo seis goles y puso cuatro asistencias. El 24 de diciembre renovó su contrato por dos años más.
El 16 de enero de 2022, enfrentó su primer partido por el Torneo de Clausura, en el compromiso que cayó su equipo por 1-2 de local contra San Carlos. El jugador gozó de la totalidad de los minutos. El 16 de febrero marcó un doblete sobre el Pumas de la UNAM para rescatar el empate de los morados por 2-2 en el duelo de ida de los octavos de final de Liga de Campeones. Le convirtió al conjunto mexicano tras casi diecisiete años de su último enfrentamiento. El 6 de abril, Bolaños volvió a la competencia tras superar una lesión e ingresó al minuto 62’ en el duelo ante Guanacasteca. También aportó un gol al minuto 81’ que suponía la victoria transitoria de 2-1, pero el compromiso finalizó empatado a dos tantos. El 17 de abril anotó un gol sobre el Cartaginés (3-1) en la derrota de su conjunto como visitante. El 16 de mayo, después de ingresar de cambio al comienzo del segundo tiempo contra Grecia, anotó dos goles en cuatro minutos y dio una asistencia para la victoria por 2-3. Su aporte permitió la clasificación de Saprissa a la etapa final del torneo.

## Selección nacional

### Categorías inferiores
Tras debutar en el año 2000 con la Selección Sub-17 de Costa Rica en partidos amistosos, con Juan Diego Quesada como entrenador y donde anotó tres goles, Bolaños disputó en 2001 la primera competición oficial correspondiente a la Copa Mundial celebrada en Trinidad y Tobago. Jugó su primer partido ante Irán en el Estadio Larry Gomes, completando la totalidad de los minutos con la dorsal «10» en la victoria por 0-2. También fue partícipe de los compromisos restantes del grupo B contra Paraguay (triunfo 0-3) y Malí (derrota 0-2). Su país fue eliminado en cuartos de final por Burkina Faso el 24 de septiembre, con marcador de 0-2.
El jugador despuntaba como uno de los jugadores con mayor proyección en el panorama futbolístico y alcanzó la categoría Sub-20, para enfrentar la fase preliminar eliminatoria hacia el Torneo de la Concacaf 2003. Igualmente, teniendo de entrenador a Quesada, Christian se convirtió en uno de los líderes en el terreno de juego para debutar el 6 de septiembre de 2002, en la alineación titular durante los 90 minutos contra Guatemala (derrota 1-0). Posteriormente, jugó ante Honduras (pérdida 0-2) y quedó en la suplencia frente a Nicaragua (victoria 6-0). Su selección cerró la participación mediante el triunfo 0-1 sobre El Salvador. Los resultados obtenidos dejaron a su grupo sin posibilidades de optar por una plaza al Mundial, de forma prematura.

### Selección absoluta
Su debut en un encuentro oficial con la selección absoluta se produjo en el partido amistoso celebrado el 24 de mayo de 2005 en Oslo, enfrentando al combinado de Noruega (derrota 1-0). Bolaños apareció en el once titular y salió de cambio al minuto 59’ por Jervis Drummond. Pese a ser colocado como volante lateral por el estratega Alexandre Guimarães, el jugador pudo demostrar el gran talento que poseía ya a sus veintiún años.
Jugó los 90’ minutos de su primer partido de eliminatoria hacia la Copa del Mundo el 8 de junio de 2005, en el Estadio Ricardo Saprissa contra Guatemala (triunfo 3-2), demostrando picardía y velocidad en periodos determinantes.
Bolaños fue convocado por el entrenador Guimarães para jugar la Copa de Oro de la Concacaf 2005, celebrada en Estados Unidos, en la que fue la primera aparición en el máximo torneo continental de selecciones. El futbolista fue titular en las victorias contra Canadá (0-1) y Cuba (1-3), mientras que en el tercer partido de la fase de grupos entró de cambio al minuto 62' por Randall Brenes, en el empate sin goles frente a los estadounidenses. Aportó una anotación el 16 de julio sobre Honduras, por la ronda de los cuartos de final, para el descuento de la derrota y eliminación de su conjunto por 3-2.

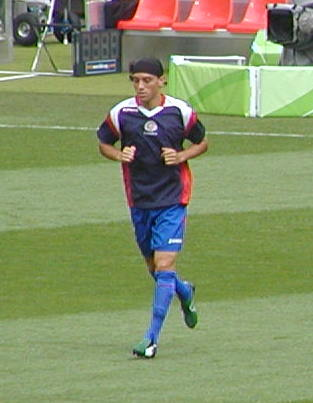
Christian entrenando con su selección en el Mundial 2006.

Para el Mundial de 2006 llevado a cabo en territorio alemán, Christian fue uno de los seleccionados para representar a Costa Rica en dicho torneo. El 9 de junio solamente participó 12 minutos —luego de haber ingresado de cambio por Mauricio Solís— en la fecha inaugural frente al anfitrión Alemania (derrota 4-2), en el Estadio de Múnich. Fue suplente en el segundo juego contra Ecuador (pérdida 3-0) y volvió a tener acción el 20 de junio, por 78 minutos ante Polonia (derrota 1-2). Su nación se marchó del torneo sin sumar puntos.
Con miras a la edición 2007 de la Copa de Oro de la Concacaf, su selección había cambiado de entrenador al nombrar a Hernán Medford. Bolaños disputó su primer encuentro el 6 de junio ante Canadá en el Orange Bowl de Miami. El volante entró de cambio al minuto 67' y su país sufrió el revés de 1-2. Su selección le dio permiso para irse, por asuntos familiares, antes de que se jugase el resto de la fase de grupos, así como de los cuartos de final.
El 14 de junio de 2008 inició el camino eliminatorio de Concacaf para el Mundial 2010, donde su país tuvo como rival a Granada en las primeras rondas. En el juego de ida como visitante, Bolaños sustituyó a Bryan Ruiz al minuto 70' y el empate a dos goles definió el resultado. Posterior a la llegada del estratega Rodrigo Kenton, el futbolista se perdería toda la tercera ronda o cuadrangular. Regresó hasta el 3 de junio de 2009, en la cuarta jornada de la hexagonal final, en el triunfo de 3-1 sobre Estados Unidos. Tras los diez partidos correspondientes de esta última etapa, la selección costarricense finalizó en cuarto lugar obligado a jugar la eliminatoria intercontinental de repesca. En la serie de visita recíproca ante Uruguay, Bolaños alcanzó la totalidad de los minutos en ambos partidos —con René Simões como entrenador—, mientras que el resultado global acabó en derrota 2-1, por lo que su país se quedó sin la oportunidad mundialista.
Ricardo La Volpe en el puesto de estratega, el 21 de mayo de 2011 convocó a Bolaños para la realización de la Copa de Oro de la Concacaf, la cual tuvo lugar en Estados Unidos. Debutó de la mejor manera el 5 de junio, con dos pases a gol en la victoria por goleada 5-0 sobre Cuba. Luego estuvo en el empate 1-1 ante El Salvador y en la derrota 4-1 contra México. El 18 de junio por los cuartos de final frente a Honduras, Bolaños dio una asistencia a Dennis Marshall quien hizo el tanto del empate 1-1 y que obligó la serie a los penales. Su país quedaría eliminado mediante esta definición.
Christian fue uno de los futbolistas más habituales en el proceso eliminatorio al Mundial 2014 —con un gol convertido el 16 de octubre de 2012 sobre Guyana—, desde su inicio en la cuadrangular hasta en la hexagonal final, teniendo a Jorge Luis Pinto en el banquillo. El volante sumó un total de nueve apariciones.

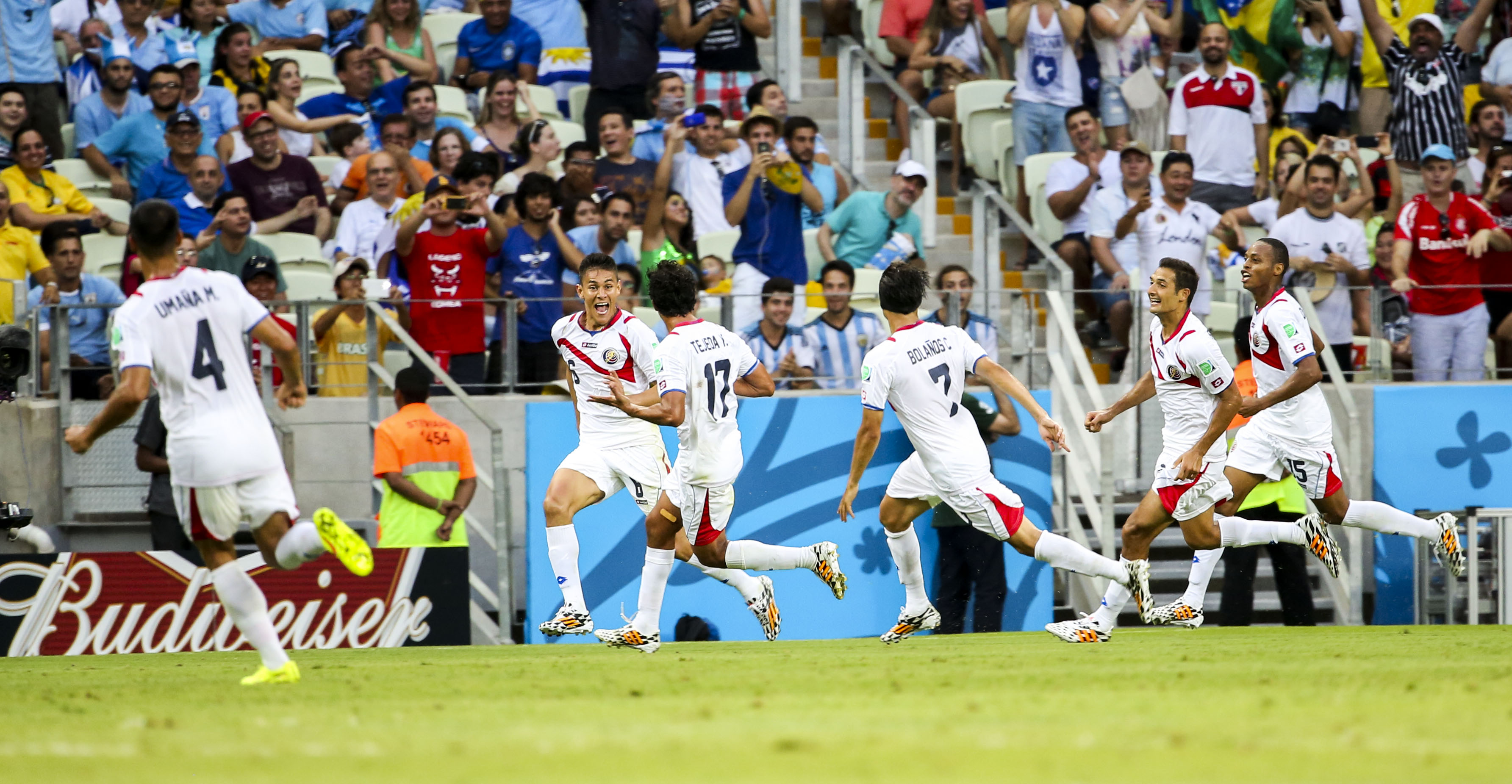
Bolaños celebrando el gol de Óscar Duarte sobre Uruguay en el Mundial 2014.

El 12 de mayo de 2014, el entrenador de la selección costarricense, Jorge Luis Pinto, incluyó a Bolaños en la convocatoria preliminar con miras a la Copa Mundial de Brasil. Finalmente, fue confirmado en la nómina definitiva de veintitrés jugadores el 30 de mayo. El 14 de junio fue la primera fecha del certamen máximo, en la que su grupo enfrentó a Uruguay en el Estadio Castelão de Fortaleza. Christian fue titular con la dorsal «7», salió de cambio por Michael Barrantes y pese a tener el marcador en contra, su nación logró revertir la situación y ganar con cifras de 1-3 —Bolaños puso la asistencia en el gol de cabeza de Óscar Duarte para la ventaja momentánea de 1-2 al minuto 57'—. El 20 de junio, en la Arena Pernambuco contra Italia, el volante completaría la totalidad de los minutos en la victoria ajustada 0-1. De esta manera, los costarricenses clasificaron a la siguiente ronda que no lo hacían desde 1990. Para el compromiso de cuatro días después ante Inglaterra en el Estadio Mineirão, Bolaños entró de relevo por Randall Brenes al minuto 59' y el resultado se consumió empatado sin goles. El 29 de junio, por los octavos de final, Christian dio una asistencia para la anotación de Bryan Ruiz sobre Grecia, al minuto 52'. Sin embargo, el rival empataría en el epílogo del tiempo, por lo que se la serie se llevó a los penales para decidir al clasificado. Su conjunto triunfó mediante las cifras de 5-3. Su participación concluyó el 5 de julio en la pérdida en penales contra Países Bajos, tras haber igualado 0-0 en el tiempo regular —Bolaños cobró exitosamente el cuarto tiro—.
Cuando el panorama de Bolaños parecía haber concluido su etapa con la selección —quedándose fuera de las convocatorias del entrenador Paulo Wanchope—, decidió jugar en su país y así retomar su nivel. El 5 de noviembre de 2015, Christian volvió a aparecer en la lista de Óscar Ramírez para afrontar los dos primeros encuentros de la cuadrangular eliminatoria, en los cuales entró de cambio en las victorias sobre ante Haití (1-0) y Panamá (1-2).
Fue tomado en cuenta por Ramírez en la Copa América Centenario, donde tuvo participación en los tres duelos por la fase de grupos, contra Paraguay (0-0), Estados Unidos (pérdida 4-0) y Colombia (victoria 2-3). Su país fue eliminado en esta etapa al quedar en el tercer sitio de la tabla.

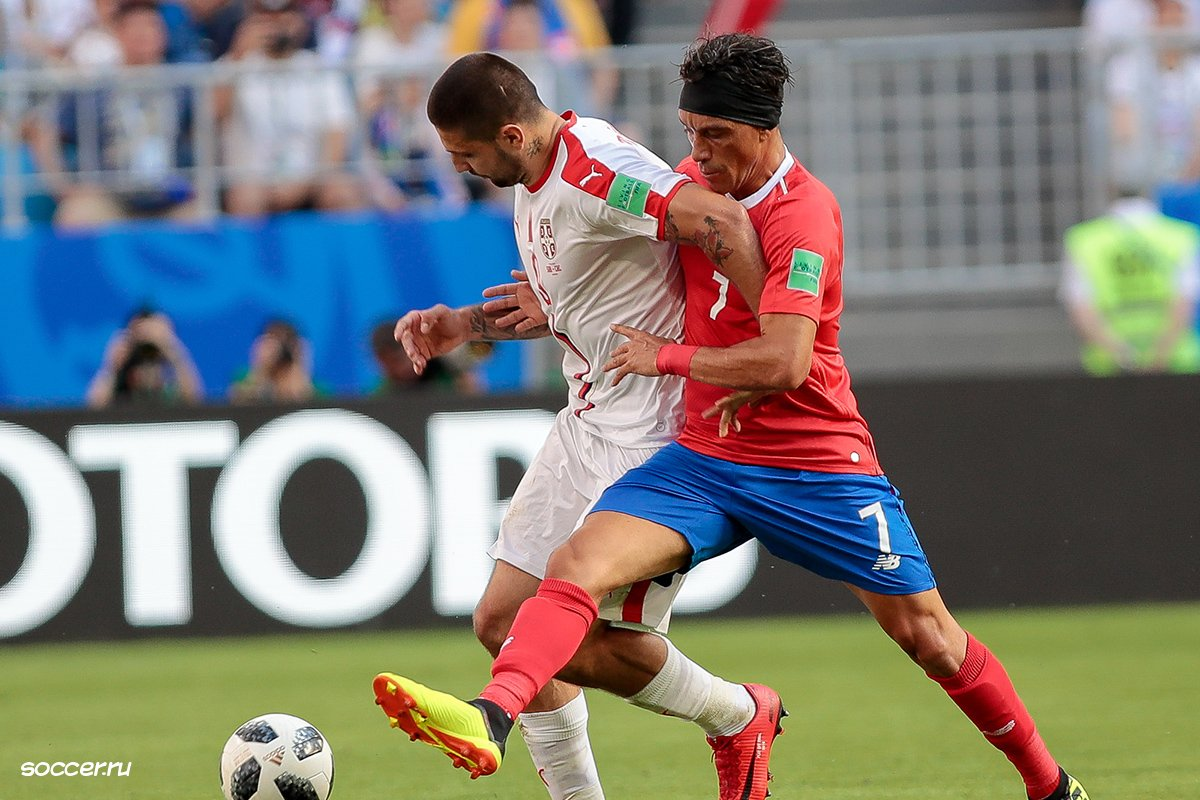
Christian jugó su tercer mundial con la selección en Rusia 2018.

Christian se convirtió en un referente ofensivo al cierre de la cuadrangular eliminatoria, tras convertir dos goles al combinado de Panamá el 6 de septiembre de 2016 (victoria 3-1). Posteriormente, en noviembre de ese año, que marcó el inicio de la hexagonal final, el volante marcaría en las dos primeras fechas contra Trinidad y Tobago (0-2) y Estados Unidos (4-0), compromisos que acabaron en triunfos. En octubre de 2017, su nación se clasificó para el Mundial de Rusia en el segundo lugar después de empatar a un tanto frente a Honduras.
El 14 de mayo de 2018, se anunció en conferencia de prensa del entrenador de la selección, Óscar Ramírez, el llamado de los veintitrés futbolistas que harían frente al Mundial de Rusia, lista en la cual Bolaños quedó dentro del selecto grupo. El 17 de junio debuta en la competencia al haber ingresado de relevo por Johan Venegas al minuto 59', en el juego inaugural contra Serbia en el Cosmos Arena de Samara (derrota 0-1). Con este compromiso que disputó, se convirtió en el jugador de su nacionalidad con más competiciones de esta índole en los que ha visto acción. El 22 de junio reemplazó a Marco Ureña al minuto 74' en el duelo frente a Brasil, cotejo que finalizó con una nueva pérdida, siendo con cifras de 2-0. Su país se quedaría sin posibilidades de avanzar a la siguiente ronda de manera prematura. El 27 de junio, ya en el partido de trámite enfrentando a Suiza en el Estadio de Nizhni Nóvgorod, el marcador reflejó la igualdad a dos anotaciones para despedirse del certamen.
El 5 de junio de 2019, Bolaños entró en la nómina del entrenador Gustavo Matosas para disputar la Copa de Oro de la Concacaf. Fue suplente en el primer partido de la competencia, en el cual su país ganó por 4-0 a Nicaragua. Christian haría su debut el 20 de junio, tras reemplazar a Joel Campbell al minuto 69’ en la victoria 2-1 sobre Bermudas. Esperó desde el banco de suplentes en la derrota 2-1 frente a Haití y tampoco vio acción en los cuartos de final contra México, donde el conjunto costarricense cayó en penales.
El 11 de octubre de 2021, Bolaños fue convocado por el entrenador Luis Fernando Suárez ante la baja de Joel Campbell por lesión. Con su participación del 14 de octubre contra Estados Unidos, igualó a Rolando Fonseca en la cantidad de eliminatorias disputadas con cinco.

#### Participaciones internacionales
| Competición                     | Sede                                  | Resultado        |
| ------------------------------- | ------------------------------------- | ---------------- |
| Copa Mundial Sub-17 de 2001     | Trinidad y Tobago                     | Cuartos de final |
| Copa de Oro de la Concacaf 2005 | Estados Unidos                        | Cuartos de final |
| Copa Mundial de 2006            | Alemania                              | Fase de grupos   |
| Copa de Oro de la Concacaf 2007 | Estados Unidos                        | Cuartos de final |
| Copa de Oro de la Concacaf 2011 | Estados Unidos                        | Cuartos de final |
| Copa Mundial de 2014            | Brasil                                | Cuartos de final |
| Copa América Centenario         | Estados Unidos                        | Fase de grupos   |
| Copa Mundial de 2018            | Rusia                                 | Fase de grupos   |
| Copa de Oro de la Concacaf 2019 | Estados Unidos · Costa Rica · Jamaica | Cuartos de final |

## Estadísticas

### Clubes
- Actualizado a fin de su carrera deportiva

| Deportivo Saprissa · Costa Rica    |               |               |     |     |    |    |    |     |     |     |
| 1.ª                                | 2001-02       | 17            | 1   | —   | —  | 2  | 0  | 19  | 1   |     |
| 1.ª                                | 2002-03       | 19            | 1   | —   | —  | —  | —  | 19  | 1   |     |
| 1.ª                                | 2003-04       | 6             | 0   | —   | —  | —  | —  | 6   | 0   |     |
| 1.ª                                | 2004-05       | 32            | 1   | —   | —  | 10 | 1  | 42  | 2   |     |
| 1.ª                                | 2005-06       | 34            | 2   | —   | —  | 14 | 1  | 48  | 3   |     |
| 1.ª                                | 2006-07       | 34            | 5   | —   | —  | 1  | 0  | 35  | 5   |     |
| Total club                         | Total club    | 142           | 10  | 0   | 0  | 27 | 2  | 169 | 12  |     |
| Odense BK Dinamarca                |               |               |     |     |    |    |    |     |     |     |
| 1.ª                                | 2007-08       | 22            | 3   | 1   | 0  | 2  | 0  | 25  | 3   |     |
| 1.ª                                | 2008-09       | 2             | 0   | —   | —  | 3  | 0  | 5   | 0   |     |
| Total club                         | Total club    | 24            | 3   | 1   | 0  | 5  | 0  | 30  | 3   |     |
| IK Start Kristiansand · Noruega    |               |               |     |     |    |    |    |     |     |     |
| 1.ª                                | 2009          | 25            | 7   | 2   | 1  | —  | —  | 27  | 8   |     |
| 1.ª                                | 2010          | 20            | 6   | 5   | 0  | —  | —  | 25  | 6   |     |
| Total club                         | Total club    | 45            | 13  | 7   | 1  | 0  | 0  | 52  | 14  |     |
| F. C. Copenhague Dinamarca         |               |               |     |     |    |    |    |     |     |     |
| 1.ª                                | 2010-11       | 24            | 6   | 3   | 0  | 8  | 0  | 35  | 6   |     |
| 1.ª                                | 2011-12       | 32            | 3   | 4   | 0  | 10 | 2  | 46  | 5   |     |
| 1.ª                                | 2012-13       | 23            | 2   | 1   | 1  | 8  | 1  | 32  | 4   |     |
| 1.ª                                | 2013-14       | 22            | 3   | 3   | 0  | 6  | 0  | 31  | 3   |     |
| Total club                         | Total club    | 101           | 14  | 11  | 1  | 32 | 3  | 144 | 18  |     |
| C. S. Cartaginés · Costa Rica      |               |               |     |     |    |    |    |     |     |     |
| 1.ª                                | 2014-15       | 12            | 0   | —   | —  | —  | —  | 12  | 0   |     |
| Total club                         | Total club    | 12            | 0   | 0   | 0  | 0  | 0  | 12  | 0   |     |
| Al-Gharafa S. C. Catar             |               |               |     |     |    |    |    |     |     |     |
| 1.ª                                | 2014-15       | 11            | 4   | —   | —  | —  | —  | 11  | 4   |     |
| Total club                         | Total club    | 11            | 4   | 0   | 0  | 0  | 0  | 11  | 4   |     |
| Deportivo Saprissa · Costa Rica    |               |               |     |     |    |    |    |     |     |     |
| 1.ª                                | 2015-16       | 13            | 5   | —   | —  | 1  | 0  | 14  | 5   |     |
| Total club                         | Total club    | 13            | 5   | 0   | 0  | 1  | 0  | 14  | 5   |     |
| Vancouver Whitecaps F. C. · Canadá |               |               |     |     |    |    |    |     |     |     |
| 1.ª                                | 2016          | 27            | 5   | 2   | 0  | —  | —  | 29  | 5   |     |
| 1.ª                                | 2017          | 24            | 0   | —   | —  | 2  | 0  | 26  | 0   |     |
| Total club                         | Total club    | 51            | 5   | 2   | 0  | 2  | 0  | 55  | 5   |     |
| Deportivo Saprissa · Costa Rica    |               |               |     |     |    |    |    |     |     |     |
| 1.ª                                | 2017-18       | 10            | 0   | —   | —  | 2  | 0  | 12  | 0   |     |
| 1.ª                                | 2018-19       | 49            | 10  | —   | —  | 2  | 0  | 51  | 10  |     |
| 1.ª                                | 2019-20       | 39            | 23  | —   | —  | 12 | 1  | 51  | 24  |     |
| Total club                         | Total club    | 98            | 33  | 0   | 0  | 16 | 1  | 114 | 34  |     |
| IK Start Kristiansand · Noruega    |               |               |     |     |    |    |    |     |     |     |
| 1.ª                                | 2020          | 12            | 2   | —   | —  | —  | —  | 12  | 2   |     |
| Total club                         | Total club    | 12            | 2   | 0   | 0  | 0  | 0  | 12  | 2   |     |
| Deportivo Saprissa · Costa Rica    |               |               |     |     |    |    |    |     |     |     |
| 1.ª                                | 2020-21       | 18            | 8   | —   | —  | 4  | 2  | 22  | 10  |     |
| 1.ª                                | 2021-22       | 36            | 10  | 1   | 1  | 6  | 5  | 43  | 17  |     |
| 1.ª                                | 2022-23       | 19            | 1   | 6   | 1  | —  | —  | 25  | 2   |     |
| 1.ª                                | 2023-24       | 11            | 1   | 3   | 0  | 2  | 0  | 16  | 1   |     |
| Total club                         | Total club    | 84            | 20  | 10  | 2  | 12 | 7  | 106 | 30  |     |
| Total carrera                      | Total carrera | Total carrera | 593 | 109 | 31 | 4  | 95 | 13  | 719 | 127 |
| 1. 2. Fuente:Transfermarkt         |               |               |     |     |    |    |    |     |     |     |

|}

### Selección de Costa Rica
Actualizado al último partido jugado el 13 de octubre de 2021.
| Selección                  | Año   | Eliminatorias | Eliminatorias | Eliminatorias | Continental | Continental | Continental | Mundial | Mundial | Mundial | Amistosos | Amistosos | Amistosos | Total | Total | Total  |
| Selección                  | Año   | Part.         | Goles         | Asist.        | Part.       | Goles       | Asist.      | Part.   | Goles   | Asist.  | Part.     | Goles     | Asist.    | Part. | Goles | Asist. |
| -------------------------- | ----- | ------------- | ------------- | ------------- | ----------- | ----------- | ----------- | ------- | ------- | ------- | --------- | --------- | --------- | ----- | ----- | ------ |
| Absoluta · Costa Rica      |       |               |               |               |             |             |             |         |         |         |           |           |           |       |       |        |
| 2005                       | 4     | 0             | 0             | 4             | 1           | 0           | —           | —       | —       | 4       | 0         | 0         | 12        | 1     | 0     |        |
| 2006                       | —     | —             | —             | —             | —           | —           | 2           | 0       | 0       | 4       | 0         | 0         | 6         | 0     | 0     |        |
| 2007                       | —     | —             | —             | 1             | 0           | 0           | —           | —       | —       | 3       | 0         | 0         | 4         | 0     | 0     |        |
| 2008                       | 1     | 0             | 0             | —             | —           | —           | —           | —       | —       | —       | —         | —         | 1         | 0     | 0     |        |
| 2009                       | 8     | 0             | 0             | —             | —           | —           | —           | —       | —       | —       | —         | —         | 8         | 0     | 0     |        |
| 2010                       | —     | —             | —             | —             | —           | —           | —           | —       | —       | 2       | 0         | 0         | 2         | 0     | 0     |        |
| 2011                       | —     | —             | —             | 4             | 0           | 3           | —           | —       | —       | 4       | 0         | 1         | 8         | 0     | 3     |        |
| 2012                       | 4     | 1             | 1             | —             | —           | —           | —           | —       | —       | —       | —         | —         | 4         | 1     | 1     |        |
| 2013                       | 8     | 0             | 1             | —             | —           | —           | —           | —       | —       | —       | —         | —         | 8         | 0     | 0     |        |
| 2014                       | —     | —             | —             | —             | —           | —           | 5           | 0       | 2       | 2       | 0         | 0         | 7         | 0     | 2     |        |
| 2015                       | 2     | 0             | 0             | —             | —           | —           | —           | —       | —       | —       | —         | —         | 2         | 0     | 0     |        |
| 2016                       | 6     | 4             | 1             | 3             | 0           | 0           | —           | —       | —       | 1       | 0         | 0         | 10        | 4     | 1     |        |
| 2017                       | 6     | 0             | 2             | —             | —           | —           | —           | —       | —       | 2       | 0         | 0         | 8         | 0     | 2     |        |
| 2018                       | —     | —             | —             | —             | —           | —           | 2           | 0       | 0       | 2       | 0         | 0         | 4         | 0     | 0     |        |
| 2019                       | —     | —             | —             | 1             | 0           | 0           | —           | —       | —       | 1       | 0         | 0         | 2         | 0     | 0     |        |
| 2021                       | 1     | 0             | 0             | —             | —           | —           | —           | —       | —       | —       | —         | —         | 1         | 0     | 0     |        |
| Total                      | Total | 40            | 5             | 5             | 13          | 1           | 3           | 9       | 0       | 2       | 25        | 0         | 1         | 87    | 6     | 11     |
| 1. 2. Fuente:Transfermarkt |       |               |               |               |             |             |             |         |         |         |           |           |           |       |       |        |

### Goles internacionales
| Gol | Fecha                   | Sede                                                        | Oponente          | Marcador | Resultado | Competencia                     |
| --- | ----------------------- | ----------------------------------------------------------- | ----------------- | -------- | --------- | ------------------------------- |
| 1.  | 16 de julio de 2005     | Gillette Stadium, Foxborough, Massachusetts, Estados Unidos | Honduras          | 3-1      | 3-2       | Copa de Oro de la Concacaf 2005 |
| 2.  | 16 de octubre de 2012   | Estadio Nacional, San José, Costa Rica                      | Guyana            | 5-0      | 7-0       | Eliminatoria al Mundial 2014    |
| 3.  | 6 de septiembre de 2016 | Estadio Nacional, San José, Costa Rica                      | Panamá            | 1-0      | 3-1       | Eliminatoria al Mundial 2018    |
| 4.  | 6 de septiembre de 2016 | Estadio Nacional, San José, Costa Rica                      | Panamá            | 2-0      | 3-1       | Eliminatoria al Mundial 2018    |
| 5.  | 11 de noviembre de 2016 | Estadio Hasely Crawford, Puerto España, Trinidad y Tobago   | Trinidad y Tobago | 0-1      | 0-2       | Eliminatoria al Mundial 2018    |
| 6.  | 15 de noviembre de 2016 | Estadio Nacional, San José, Costa Rica                      | Estados Unidos    | 2-0      | 4-0       | Eliminatoria al Mundial 2018    |

## Palmarés

### Títulos nacionales
| Título                         | Club               | País       | Año  |
| ------------------------------ | ------------------ | ---------- | ---- |
| Primera División de Costa Rica | Deportivo Saprissa | Costa Rica | 2004 |
| Primera División de Costa Rica | Deportivo Saprissa | Costa Rica | 2006 |
| Primera División de Costa Rica | Deportivo Saprissa | Costa Rica | 2007 |
| Superliga de Dinamarca         | F. C. Copenhague   | Dinamarca  | 2011 |
| Copa de Dinamarca              | F. C. Copenhague   | Dinamarca  | 2012 |
| Superliga de Dinamarca         | F. C. Copenhague   | Dinamarca  | 2013 |
| Primera División de Costa Rica | Deportivo Saprissa | Costa Rica | 2015 |
| Primera División de Costa Rica | Deportivo Saprissa | Costa Rica | 2018 |
| Primera División de Costa Rica | Deportivo Saprissa | Costa Rica | 2020 |
| Primera División de Costa Rica | Deportivo Saprissa | Costa Rica | 2021 |
| Supercopa de Costa Rica        | Deportivo Saprissa | Costa Rica | 2021 |
| Primera División de Costa Rica | Deportivo Saprissa | Costa Rica | 2022 |
| Primera División de Costa Rica | Deportivo Saprissa | Costa Rica | 2023 |
| Supercopa de Costa Rica        | Deportivo Saprissa | Costa Rica | 2023 |
| Recopa de Costa Rica           | Deportivo Saprissa | Costa Rica | 2023 |
| Primera División de Costa Rica | Deportivo Saprissa | Costa Rica | 2023 |

### Títulos internacionales
| Título                           | Club               | Sede           | Año  |
| -------------------------------- | ------------------ | -------------- | ---- |
| Copa Interclubes UNCAF           | Deportivo Saprissa | Estados Unidos | 2003 |
| Copa de Campeones de la Concacaf | Deportivo Saprissa | México         | 2005 |
| Liga Concacaf                    | Deportivo Saprissa | Honduras       | 2019 |

### Distinciones individuales
| Distinción                                         | Año  |
| -------------------------------------------------- | ---- |
| Balón de bronce del Mundial de Clubes 2005         | 2005 |
| Incluido en el once ideal de Concacaf del año 2016 | 2017 |
| Goleador del Torneo de Clausura 2020               | 2020 |
| Mejor jugador del Torneo de Clausura 2020          | 2020 |

## Vida privada
Está casado desde 2006 con Yazmín Salas, con quien tuvo a un hijo futbolista, Cristiano Bolaños y una hija Allison. El 11 de junio de 2014, Bolaños fue catalogado, por la revista estadounidense Sports Illustrated, como el jugador más sexy de la selección costarricense que disputó el Mundial de Brasil. Tras la histórica participación de su país en el máximo torneo global, el 19 de julio, Christian recibió un homenaje por los vecinos de Hatillo, siendo calificado como «hijo predilecto» del distrito.